# Чарівні прибульці
«Чарівні прибульці» («Очаровательные пришельцы») — радянський художній фільм 1991 року, знятий режисером Миколою Фоміним на студії «Орфоепія».

## Сюжет
Фантастична байка про дівчину Настю та снігову людину — прибульцях з далеких світів, перед якими поставлене завдання дати оцінку людським наругам над природою.

## У ролях
- Олександр Пятков — снігова людина, чарівний прибулець
- Ірина Малишева — Настя, чарівний прибулець
- Олександр Кулямін — Віктор Іванцов, завідувач клубу
- Раїса Рязанова — Ніна, закохана
- Роман Філіппов — Микита, закоханий, шахтар із Воркути
- Тимофій Співак — представник СП
- Олександр Бєлявський — стукач
- Олександр Панкратов-Чорний — «Органи»
- Ірина Феофанова — лімітниця
- Микола Фомін — Микола Васильович, директор «Червоних очеретів»
- Юлія Живейнова — Куркіна, дружина директора
- Анатолій Скорякін — Сан Санич, апаратник
- Микола Шевкуненко — човняр
- І. Демичова — епізод
- Костянтин Степанов — картяр
- Валерій Яременко — картяр
- Лінда Хевард-Мілс — подруга картярів
- Елла Некрасова — адміністратор «Червоних очеретів»
- Маша Рижик — епізод
- М. Коновалов — епізод
- Анюта Ревенкова — епізод

## Знімальна група
- Режисер — Микола Фомін
- Сценаристи — Варлен Стронгін, Микола Фомін
- Оператор — Анатолій Клімачов
- Композитор — Володимир Золкін